# Ferran III Gonzaga
Ferran III Gonzaga (Màntua, 4 d'abril del 1618 – Guastalla, 11 de gener del 1678) fou el segon duc de Guastalla, després de la mort del seu pare.

## Biografia
Ferran era fill del duc Cèsar II Gonzaga i de la seva esposa Isabella Orsini. A la mort del seu pare el 1632, va heretar el ducat.
El 24 de juny del 1647 es va casar amb Margarida d'Este (1619 - 1692), filla del duc de Mòdena Alfons III d'Este i d'Elisabet de Savoia. Com que no li va sobreviure cap fill mascle, el duc va donar en dot a la seva filla primogènita el ducat, cosa que va fer que el seu gendre, Carles III Gonzaga-Nevers, el succeís i que el Ducat de Guastalla i el Ducat de Màntua es fusionessin.

## Descendència
Ferran III va tenir dues filles:
- Isabel (m. 1653);
- Rinaldo (1652 – 1657);
- Cèsare (1653 – 1666);
- Anna Isabel (1650 - 11 agost 1703), que es va casar el 1670 amb el duc de Màntua Carles III Gonzaga-Nevers;
- Maria Victòria, que es va casar amb Vicenç Gonzaga (1634-1714).